# Поход на Гагаузию
Похо́д на Гагау́зию (25–30 октября 1990 г., рум. Marșul spre Găgăuzia) — марш молдавских националистов-добровольцев под руководством Мирчи Друка в район компактного проживания гагаузов на юге Молдовы с целью пресечения тенденций по созданию Гагаузской Автономной Республики.

## Причины и ход событий
В октябре 1990 года после провозглашения правительством Молдавской ССР курса на установление собственной государственности и вытеснение русского языка из всех сфер общественной жизни, в Гагаузии, населённой преимущественно гагаузами, болгарами, украинцами и русскими, были объявлены выборы в Верховный совет Гагаузии.
Премьер-министр Молдовы Мирча Друк 25 октября с целью сорвать выборы направил в Комрат автобусы с националистами (по гагаузским источникам, 50 тысяч, вооруженных обрезками арматуры) в сопровождении отрядов вооруженной полиции.
В Гагаузии началась мобилизация. Жители гагаузских сёл, вооружаясь арматурой и другими подручными средствами, выходили на оборону своих поселений. Население Приднестровья поддержало гагаузов, и в Гагаузию 26—27 октября были посланы  рабочие дружины на нескольких десятках автобусов. Автоколонна проследовала через территорию Одесской области УССР и прибыла сначала в Чадыр-Лунгу, оставив там часть приднестровцев, направилась в Комрат.

## Результаты
Над Молдовой нависла угроза гражданской войны, но кровопролитие предотвратили внутренние войска МВД СССР. В ночь с 29 на 30 октября часть приднестровцев вернулась домой в обмен на отвод от Комрата такой же части националистов-добровольцев под руководством Друка.
31 октября 1990 года состоялась организационная сессия Верховного Совета Гагаузской Республики. Председателем Верховного Совета был избран С. М. Топал, заместителем — М. В. Кендигелян.
Эти события положили начало формированию современной гагаузской государственности, которая с 1990 по 1994 годы существовала в форме непризнанной Республики Гагаузия, а с 1994 года существует в форме особого административно-территориального образования в составе Республики Молдова.